# Federação Baiana de Futebol de Salão
A Federação Bahiana de Futsal ou Federação Bahiana de Futebol de Salão (FBFS) é uma federação brasileira que regulamenta a atividade de futsal no estado da Bahia, sendo filiada à Confederação Brasileira de Futsal.

## História
É uma das federações mais antigas do Brasil, tendo sido fundada em 5 de setembro de 1956, a FBFS está sediada na capital Salvador e tem José Geraldo Ribeiro Mota como seu atual presidente. Apesar de suas origens antigas, a sua seleção nunca ganhou o Campeonato Brasileiro de Seleções de Futsal. Sua melhor colocação na história aconteceu em 1979, quando conquistou um terceiro lugar em Fortaleza. Em 1973 já havia conquistado um quarto lugar, em Florianópolis.